# 楊日嚴
楊日嚴（?—?），字垂訓，宋朝河南人。進士及第，曾任安丘知縣，通判亳、陳二州。楊日嚴任益州轉運使時，頗為蜀人所信愛，卻在任內因貪污被歐陽修彈劾，從此與歐陽修结怨，並且設法攻擊。後為開封府代理知府，有囚犯自殺因被罷官。後判太常、司農寺，同知審官院，卒於官。

## 生平
歐陽修有妹嫁襄城張龜正為續絃，景祐十一年，張龜正死，遺有一女張氏，為前妻所生。歐陽修將她們迎回家中居住，有《望江南》一詞：“江南柳，葉小未成陰。人微絲輕那忍折，鶯憐枝嫩不勝吟。留取待春深。十四五，閒抱琵琶尋。堂上簸錢堂下走，恁時相見已留心。何况到如今。”。
張氏後嫁給歐陽修族兄之子歐陽晟，張氏竟與丈夫歐陽晟的家仆陈谏私通，事發後被押解至開封府，由楊日嚴審理，张氏“惧罪，且图自解免，其语皆引公未嫁时事，词多丑鄙”。
楊日嚴與夏竦密謀加害於歐陽修，逼張氏誣稱歐陽修與出嫁前的外甥女有染，軍巡判官孫揆查無此事。宰相呂夷簡再命太常博士三司戶部判官蘇安世前往查辦，又遣入内供奉官王昭明前去监督审核，王昭明說：“蓋以公前事，欲令釋恨也。”又說：“昭明在官家左右，无三日不说欧阳修。今省判所勘，乃迎合宰相意，加以大恶。翌日昭明吃剑不得！”，最後改判歐陽修侵占甥女張氏嫁妝之罪。
庆历五年，歐陽脩因此「罷都轉運按察使，降知制誥，知滁州（今安徽省滁州市）」。

## 延伸阅读
[在维基数据编辑]
 《宋史·卷301》，出自脱脱《宋史》